# Jan Voborník
Jan Voborník, född 1854, död 1946, var en tjeckisk författare.
Voborník utgav studier om tjeckiska författare (Jaroslav Vrchlický 1890, Alois Jirásek 1901, Karel Hynek Mácha 1906 och Julius Zeyer 1907) samt författade dramat Jan Hus (1905) och en översikt av den moderna tjeckiska vitterheten, Padesát let literatury české (1898).